# Geke Faber
Geesje Hendrika (Geke) Faber ('s-Graveland, 5 augustus 1952) is een Nederlandse voormalige politica en bestuurder. Van 1 oktober 2007 tot 1 december 2016 was zij burgemeester van de gemeente Zaanstad.
Faber studeerde psychologie aan de Rijksuniversiteit Groningen, maar maakte deze opleiding niet af. Daarna werkte ze als journaliste voor een bedrijfsblad, voordat zij in 1978 bestuurslid werd van de Rooie Vrouwen in de PvdA en lid van de Provinciale Staten van Friesland. In 1979 was ze VN vrouwenvertegenwoordiger en ging ze naar de Algemene Vergadering van de Verenigde Naties om daar een speech te geven. Van 1990 tot 1998 was zij burgemeester van Zeewolde.
In 1998 werd Faber staatssecretaris van Landbouw, Natuurbeheer en Visserij belast met natuurbeheer, visserij en voedingsaangelegenheden in het Kabinet-Kok II. Haar staatssecretariaat werd in het algemeen, ook door haarzelf, niet gezien als succes. Daarna was ze van 2002 tot 2003 waarnemend burgemeester van Wageningen en van 18 oktober 2005 tot 15 juni 2007 waarnemend burgemeester van Den Helder. In augustus 2007 volgde haar benoeming in Zaanstad.
Op 1 maart 2016 heeft zij haar aftreden aangekondigd per 1 oktober 2016.
Op 20 april werd, na overleg tussen Faber, de gemeenteraad en de commissaris van de Koning, bekendgemaakt dat Faber tot 1 december zal aanblijven. Op 15 september 2016 overleefde zij een motie van wantrouwen die was ingediend door een tweetal oppositiepartijen naar aanleiding van de overlast in de wijk Poelenburg. Een ruime meerderheid verwierp de motie.

## Privé
Geke Faber is getrouwd met ex-politicus Hero Werkman.

## Onderscheiding
- Ridder in de Orde van Oranje-Nassau (10 december 2002)

- Parlement.com: vg09llpp5dvr